# Queen of Earth
Pour plus de détails, voir Fiche technique et Distribution.
Queen of Earth est un thriller américain réalisé par Alex Ross Perry et sorti en 2015.

## Synopsis
Catherine vient de perdre à la fois son père, d'un suicide, et son compagnon, parti avec une autre. Elle part se reposer auprès de son amie Virginia, dans une demeure au bord d'un lac. Mais l'été précédent c'était Catherine qui triomphait, fille adulée et gâtée gérant les affaires d'un père artiste de génie, accompagnée de son amant et Virginia qui était seule et pitoyable. Les rôles sont inversés, Catherine a perdu les deux hommes qu'elle aimait, n'arrive plus à peindre, souffre d'insomnie, de douleurs faciales et de boulimie, Virginia est impassible, parfaite, entre le jogging et un voisin sarcastique avec qui elle a une relation sous les yeux hagards de Catherine. Les deux femmes échangent des petites phrases assassines, la détestation et la compassion se mêlent pendant que Catherine sombre dans la dépression.

## Fiche technique
- Titre : Queen of Earth
- Réalisation : Alex Ross Perry
- Scénario : Alex Ross Perry
- Photographie : Sean Price Williams
- Montage : Robert Greene et Peter Levin
- Décors :
- Costumes : Amanda Ford
- Musique : Keegan DeWitt
- Producteur : Elisabeth Moss, Alex Ross Perry, Adam Piotrowicz et Joe Swanberg
- Société de production : Her Majesty September et Forager Film Company
- Distributeur : Potemkine Films et IFC Films
- Pays d'origine :  États-Unis
- Genre : Thriller
- Durée : 90 minutes
- Date de sortie :
  -  États-Unis : 26 août 2015
  -  France : 9 septembre 2015

## Distribution
- Elisabeth Moss : Catherine
- Katherine Waterston : Virginia
- Patrick Fugit : Rich
- Kentucker Audley (en) : James
- Keith Poulson : Keith
- Kate Lyn Sheil : Michelle
- Craig Butta : Gartner
- Will Clark : un invité